# 三菱化學控股

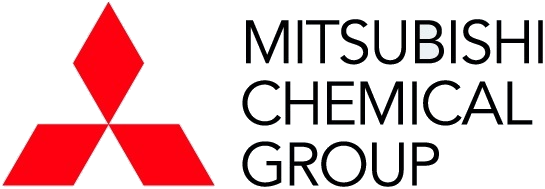

三菱化學控股株式會社（東證1部：4188、原大證1部：4188），是日本最大的化學企業，是三菱化成、田邊三菱製藥的控股公司，屬於三菱集團的核心企業之一。

## 投資者關係

### 股份
本股份在東京證券交易所及大阪證券交易所掛牌。

## 外部連結
- 三菱化學控股株式會社（页面存档备份，存于）（日語）